# Megachile fasciatella
Megachile fasciatella là một loài Hymenoptera trong họ Megachilidae. Loài này được Friese mô tả khoa học năm 1905.